# Иванов, Владимир Фёдорович
Владимир Фёдорович Иванов (укр. Володимир Федорович Іванов; 13 ноября 1937, с. Сербка (ныне Лиманского района Одесской области Украины) — июль 2010) — украинский и советский музыковед

, композитор, музыкальный педагог. Профессор (1995). Доктор искусствоведения (1994). Член Национального союза композиторов Украины (с 1990). Отличник образования Украины. Заслуженный работник образования Украины.

## Биография
Образование получил в Воронежском музыкальном училище (1962), Одесской государственной консерватории им. А. В. Неждановой (1967) и Институте искусствоведения, фольклора и этнографии им. М. Т. Рыльского АН УССР (1972).
На научно-педагогической работе с 1967 года — в Каменец-Подольском пединституте, работал ассистентом, старшим преподавателем, деканом музыкально-педагогического факультета.
С 1973 г. — в Николаевском университете, где до 1984 г. заведовал музыкальными кафедрами.
Защитил кандидатскую (1973) и докторскую диссертации в Харьковском госуниверситете (1994) по проблемам теории и истории украинского музыкального искусства. С 1995 года — профессор кафедры «Теории, истории музыки и игры на музыкальных инструментах» Николаевского университета им. В. А. Сухомлинского.
В 1986—2002 годах возглавлял факультеты Николаевского университета сначала «Педагогический», а затем «Искусствоведения».
Проводил научные исследования в области теории и истории украинского музыкального искусства и музыкальной педагогики. Среди учеников — композитор И. Крутой.
Автор ряда концертных музыкальных произведений для баяна и хора.
Инициатор создания органного концертного зала в Каменец-Подольском кафедральном соборе (1969), проведения юбилейных научных конференций в Николаеве, посвященных композиторам Н. Леонтовичу, Л. Ревуцкому, С. Людкевичу, Д. Бортнянскому, Д. Кабалевскому (1997—2004).

## Избранные публикации
- Дмитро Бортнянський. К., 1980;
- Навчання церковного співу в Україні у IX-ХVIІ ст. К., 1997;
- Співацька освіта в Україні у ХVІІІ ст. К., 1997;
- Етномузичні традиції українського народу у розвитку особистості школяра // Наук. вісн. Микол. ун-ту. Пед. науки. 2004. Вип. 8;
- Давньоруська знакова співоча мова. М., 2008;
- Духовне буття музичного звуку: В 5 кн. М., 2009.
- М. Леонтович і музичний фольклор // Народна творчість та етнографія. — 1977. — № 6.
- Микола Леонтович. Спогади, листи, матеріали. — К.: Музична Україна, 1982.
- Історія української музики. Програми педінститутів. — К.: РУМК, 1986.
- Музика в житті Ломоносова // Музика. — 1986. — № 4.
- Нове про Глухівську школу // Музика. — 1988. — № 6.
- Музика в життя Шевченка // Т. Г. Шевченко і загальнолюдські ідеали. Ч. III. — Одеса: ОДУ, 1989.
- Історія української дожовтневої музики. Методичні рекомендації. — Миколаїв: МДПІ, 1990.
- Перша музична академія // Музика. — 1991. — № 1.
- Січова співацька школа // Музика. — 1992. — № 4.
- Церковний композитор Кирило Стеценко // Православний вісник. — 1992. — № 4.
- Духовний композитор Ведель // Православний вісник. — 1992. — № 6.
- М. Леонтович. Духовні твори. — К.: Музична Україна, 1993.